# Rafael Ramstedt
Rafael ”Rafu” Gustaf Johannes Ramstedt, född 14 juni 1888 i Raunistula i S:t Marie, död 26 januari 1933 i Helsingfors, var en finländsk sångare, sångtextförfattare, kompositör och skådespelare. Vid sidan av J. Alfred Tanner räknas Ramstedt som Finlands främste kuplettsångare på 1910- och 1920-talen.
I över tjugo år tillhörde Ramstedt eliten inom finsk underhållning, såväl inom sång som inom teater. På 1910-talet uppträdde han som kabarésångare i Helsingfors och turnerade flitigt tillsammans med kolleger som J. Alfred Tanner. På 1920-talet engagerades han inom teatern, där han var verksam som både skådespelare och teaterchef. Han skrev också storyn till en rad filmer och medverkade själv i en av Finlands första ljudfilmer 1929. Ramstedt författade även en stor mängd kupletter och schlagersånger, däribland balladen om Rosvo-Roope, som filmatiserades 1949. I samtiden kallades Ramstedt ”Finlands Maurice Chevalier”.

## Biografi

### Tidigt liv

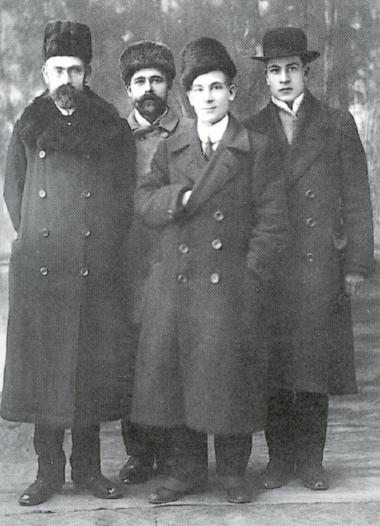
Bröderna Ramstedt 1914. Från vänster: Gustaf John, Emanuel, Rafael och Armas.

Ramstedt var son till maskinarbetaren Gustaf Adolf Ramstedt (1846–1926) och Edla Mathilda, född Holmberg (1850–1929). Makarna fick elva barn, däribland författaren Gustaf John Ramstedt, riksdagsledamoten Emanuel Ramstedt och författaren Armas Ramstedt. Fadern var delvis alkoholiserad och bytte ofta arbete. Innan Rafael föddes slog sig familjen ner i den fattiga stadsdelen Raunistula utanför Åbo, där barnen växte upp under miserabla förhållanden. Torpet familjen bodde i var byggt av Edla Mathildas bröder och bestod av ett kök, en kammare och ett vindsrum.
Ramstedt hade svenska som modersmål och talade finska med viss begränsning. Detta var till visst förtret, då Ramstedt ville vara helfinsk och brukade prata om att förfinska sitt namn till Rafu Raunistula. Ramstedt studerade vid industriskolan i Åbo och tog anställning som maskinkonstruktör. Emellertid tvingades han ge upp yrket, då han utsågs till syndabock när en hjulångare byggd för att trafikera Volga förliste under jungfrufärden. Efter haveriet arbetade han inom diverse yrken, bland annat med livförsäkringar. Så småningom beslöt han sig att sikta på en karriär inom underhållningsbranschen. Han visade sig vara mycket musikalisk; han skrev och komponerade sina egna sånger samt behärskade att spela både luta och gitarr. I Åbo tog han lektioner hos operasångerskan Naemi Friberg.
Ramstedt bosatte sig i en villa uppförd 1928 på Larin-Kyöstis väg 16 i Åggelby utanför Helsingfors och var den första i stadsdelen som ägde en bil, en påkostad Wanderer. Han gifte sig den 19 december 1915 med Saima Sola (1890–1934), syster till operasångaren Wäinö Sola. Makarna fick två barn; Olof Rauni (1916–1972) och Pia, gift Nieminen (1918–1957).

### Karriär
1910–1911 tillhörde Ramstedt stumfilmsbiografen Helikon i Helsingfors, där han blev god vän med motspelaren J. Alfred Tanner. De två uppträdde flitigt på Helsingfors restauranger och biografer. Ramstedt och Tanner skrev flera sånger tillsammans och Ramstedt brukade fungera som inspirationskälla för Tanner. Bland annat är Tanners kuplett Kalle Aaltonen en översättning av Ramstedts mer bortglömda svenska kuplett Calle Vågeman. Ramstedt översatte några av Tanners sånger till svenska, däribland Römperin tanssit som blev Rönnbergska dansen och Jannen hanuripolkka som blev Jannes handklaverstrall. De båda artisterna hade stor respekt för varandra och efter Tanners död 1927 sade Ramstedt följande om Tanners betydelse för kuplettgenren: ”Han intager ett enastående rum bland våra kuplettsångare. Ingen annan haft en sådan framgång som han. Det var Tanner som gjorde kuplettsjungandet till ett yrke. Följande hans exempel uppträdde efter honom ett flertal yrkesmässiga kuplettsångare.”

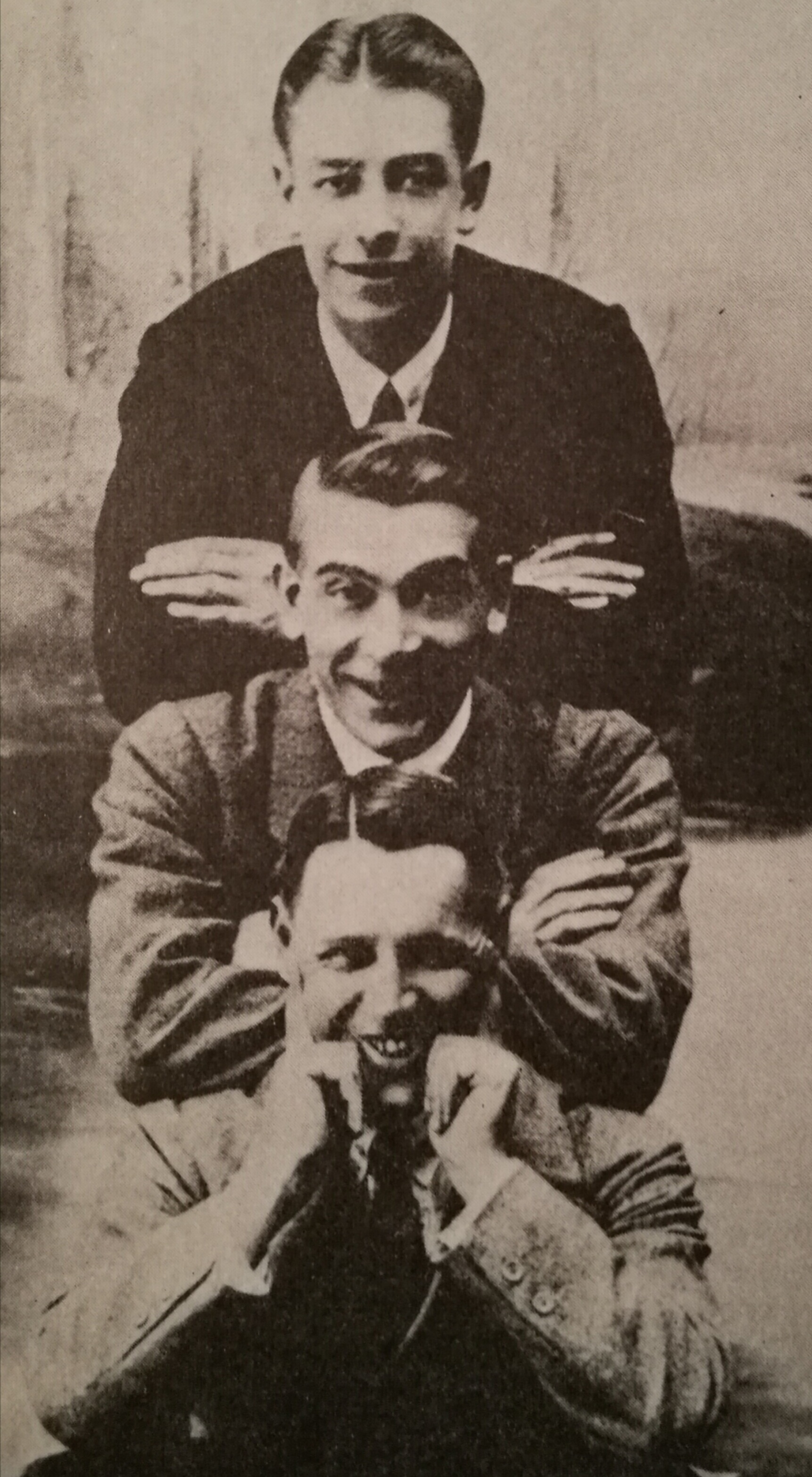
Tre underhållare på turné. Uppifrån: Harald Winter, Rafael Ramstedt och J. Alfred Tanner. Bild från 1920.

1915 uppträdde Ramstedt regelbundet på teatern Casino i Åbo, som i augusti gästades av Suomalainen operetti. Tillsammans med skådespelarna vid Casino satte operettgruppen upp pjäsen Två man om en änka, regisserad av Bror Niska. Ackompanjatör var Martti Nisonen.
Senare på året 1915 engagerades han i den finska operett som sattes upp på Apolloteatern av Karl Emil Ståhlberg. Till de andra medverkande hörde exempelvis Theodor Weissman, Iivari Kainulainen, Aapo Similä, Dagmar Parmas och Elli Suokas. Det gavs två föreställningar om dagen, den ena på finska och den andra på svenska. Operetten blev mycket populär och Apolloteatern var ett uppskattat nöjescentrum vid Esplanadsparken. År 1917 gjordes en turné till Åbo, Björneborg, Tammerfors och Viborg, där Ramstedt spelade titelrollen i Luffarbaronen. Kapellmästare vid föreställningen i Viborg var kompositören Toivo Kuula. Samma höst fick verksamheten ett abrupt slut, då Ståhlberg tvingades sälja Apollos lokaler till ryska marinen. Skådespelarna som varit engagerade i operetten fick ekonomisk ersättning, men försöken att hitta en ny lokal övergavs inom kort.
Sedan Apolloteatern hade upphört var Ramstedt 1916–1917 engagerad vid Svenska inhemska teatern i Åbo. Sommaren 1920 engagerades Ramstedt i den nybildade Nådendals friluftsteater, ledd av svensken Robert Jonsson. Premiären hölls på midsommardagen med Per Olsson och hans käring.
Den 1 juli 1921 tillträdde Ramstedt som chef för arbetarteatern i Forssa. Där satte han bland annat uppAugust Strindbergs Gustav Vasa. Under tiden som teaterchef medverkade både Ramstedt och hans hustru i flera pjäser. Hans mest uppskattade roll var som gubben Apso i Lemmin poika, en pjäs baserad på nationaleposet Kalevala. I augusti 1923 beslöt Ramstedt att lämna chefskapet för att kunna uppträda på andra teatrar i landet. Åren 1923–1924 hade han anställning vid Turun teatteri.
Av Ramstedts hand finns en översättning av Ernst Fastboms pjäs Halta Lena och vindögda Per, på finska kallad Ontuva Leena ja Vinosilmä Vika. Pjäsen har spelats flera gånger på olika scener, bland annat på arbetarteatern i Forssa under Ramstedts tid som chef. År 1929 regisserade han en egen pjäs, Siemenperunia, som sattes upp vid Karuna skyddskårs lotteri på Skyddskårshuset i Åbo den 28 juli.

### Filmproduktioner
Ljudfilmen kom till Finland 1929. Ett av de första försöken att göra en inhemsk ljudfilm resulterade i en kort dokumentär, vari Theodor Weissman samt dansarna Helmi Vuorisola och Eva Hahn medverkade. Filmen fick namnet Laulu- ja tanssiesitys och hade premiär på hösten 1929, men på grund av innehållet i de sjömansvisor som Weissman sjöng, blev filmen barnförbjuden i biosalongerna.
I stället satsade filmbolaget Lahyn-Filmi i Åbo på en ny spelfilm tillsammans med Ramstedt och några dansare. I filmen, som fick namnet Raf. Ramstedt sjunger en sjömansvisa, framförde Ramstedt den egna sjömansvisan Mun kehtoni on keinuellut. Filmen bestod av filmade sekvenser där Ramstedt mimade och rörde sig till musiken, som framtogs genom en grammofonskiva och spelades med så kallad playback-teknik. Scenerna filmades på teatern Casino i Åbo, där filmen hade premiär den 8 oktober och visades hela veckan. Filmen blev genast en publiksuccé och visades i november på teatern Maxim i Tammerfors.
Inte långt senare producerade Lahyn-Filmi ytterligare en ljudfilm på elva minuter med Ramstedt, producerad med samma playback-teknik som den förra. I den nya filmen, Äänifilmi, sjöng Ramstedt en rad kupletter, däribland Tanners Römperin tanssit på svenska. Just den sekvensen, när Ramstedt sjöng den visan, kopierades senare ut till en egen film, även den producerad av Lahyn-Filmi och släppt i oktober 1929. Filmen fick namnet Rönnbergin tanssit och hade en längd på cirka tre minuter.
År 1931 medverkade Ramstedt i bakgrunden vid produktionen av den första fulländade ljudfilmen Säg det på finska. Han skrev också historien till filmen Helsingfors främsta affärsman som spelades in 1934 med Matti Jurva och Uuno Montonen i huvudrollerna. Handlingen i balladen Rosvo-Roope blev sedermera förlaga till filmen Piraten älskaren som producerades 1949.

### Stil och skivinspelningar

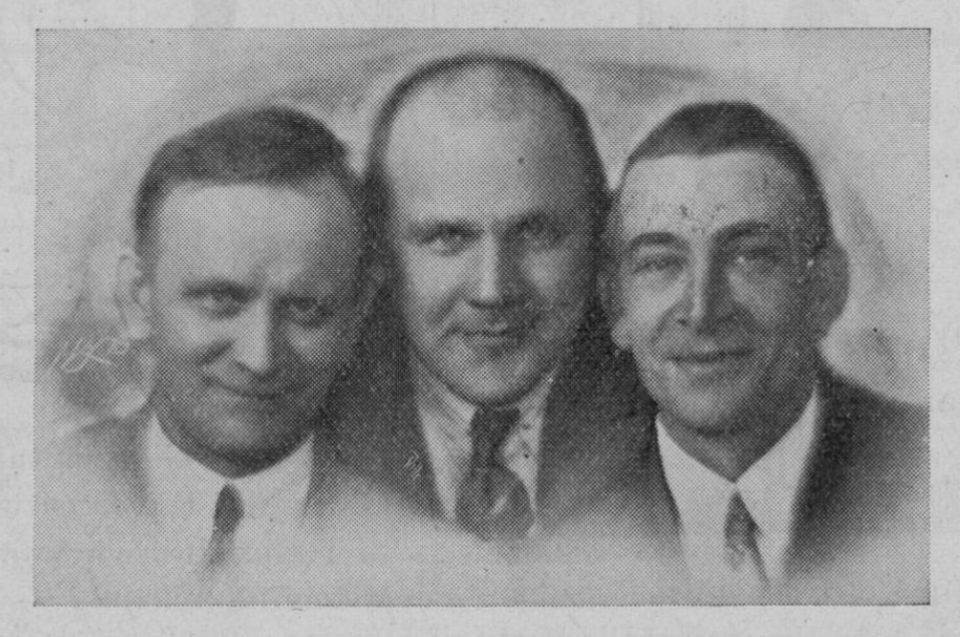
Tatu Pekkarinen, Aapo Similä och Ramstedt inför inspelningsresan till Köpenhamn 1928.

De finländska kuplettsångarna hade sin individuella stil på scen. Ramstedt var mer sofistikerad än Tanner; han bar vit fluga och ville framstå som en gentleman. Till detta bar han ständigt en stor, konstgjord solros på kavaj- eller frackslaget. Till skillnad från sina kolleger framförde Ramstedt sällan kupletter med sexuella anspelningar. Hans reserverade personlighet gjorde honom mindre populär än Tanner, men duon hade god kemi och kompletterade varandra. Ramstedt hade ett intresse för gamla riddarballader, som han samlade och studerade. Inom bekantskapskretsen var han känd som en originell sällskapsmänniska och uppskattad historieberättare.
Sommaren 1932 turnerade Ramstedt med Dallapé-orkestern. Orkesterns dragspelare och grundare Martti Jäppilä hade blivit tillsagd att Ramstedt inte skulle passa som solosångare i orkestern, men turnén blev lyckad och inför spelningarna med Ramstedt var salongerna alltid fyllda med åhörare. Jäppilä skrev senare om hur Ramstedt under konserterna brukade sjunga sitt paradnummer, sjömansvisan Heijallerii, iklädd sydväst med en stor solros på bröstet. Tanken var att de skulle göra en ny turné sommaren 1933, men Ramstedt avled innan turnén kunde äga rum.
I augusti 1928 inbjöds Ramstedt, Tatu Pekkarinen och Aapo Similä till Köpenhamn för att sjunga in grammofonplattor för His Master's Voice. Resan gick via Sverige och den 29 augusti sjöng Ramstedt och Similä svenska och finska sånger i Stockholms lokalradio. Efter den lyckade inspelningsresan till Köpenhamn inbjöds Ramstedt i januari 1929 till Stockholm för att göra ytterligare inspelningar. Direktör Westerlund vid Pohjoismainen Sähkö Oy, som svarade för inspelningarna, menade att efterfrågan på Ramstedts skivor var stor och de skulle bli lönsamma. På väg till Stockholm fick Ramstedt veta att en svensk sångare sjungit in några av hans låtar på grammofon och angett sig själv som upphovsman. Det är dock oklart om detta ledde till någon rättssak.
Åren 1928–1931, under den så kallade grammofonfebern, sjöng Ramstedt in 54 titlar med bland andra Suomi Jazz Orkesteri, Nils Ekman och Viljo Vesterinen som ackompanjatörer. Bland de skivor som sålde bäst märks Pianojuttu, som sålde mellan 5 000 och 6 000 exemplar, och Oi sä sulo Helsinki, som sålde uppemot 10 000 exemplar, men Rosvo-Roope som sedermera blivit något av en folksång hade inte anmärkningsvärt höga försäljningssiffror när den gavs ut 1931.

### Död och eftermäle
Sitt sista framträdande gjorde Ramstedt på Konstnärsgillets lilla julafton på Helsingfors konsthall 1932. Mot slutet av livet drabbades Ramstedt av kärlblödningar i hjärnan, vilket orsakade minnesförlust. Sjukdomen ledde till att karriären tog slut och Ramstedt lades in på Doktorinnan Lybecks privata sjukhem för sinnessjuka (Kammio sjukhus) i Helsingfors. Hans tillstånd förvärrades och han förflyttades snart till Lappvikens sjukhus, där han avled några dagar efter ankomsten. Han gravsattes på Malms begravningsplats i Helsingfors.
Reino Palmroth skildrar Ramstedt som en genuint glad och generös person som alltid hade fyllda salonger vid sina framträdanden. Som underhållare och kuplettsångare hörde han till Finlands främsta och var vida omtyckt. Leo Riuttus uppfattning av Ramstedt som skådespelare var att han hade svårt att minnas sina roller och repliker, men att föreställningarna och Ramstedts tolkningar ändå blev lyckade. Han skrev en stor mängd sånger, inklusive Herttainen Karoliina, Rosvo-Roope och Heijallerii. Utöver detta översatte Ramstedt några finska folksånger till svenska, såsom Vallinkorvan laulu, som blev Levnadsstigen och Heilani kammarin ikkunan alla, som blev Där vännen min bor.
I Raunistula har gränden Rafunkaju (svenska: Rafugränden) namngivits efter Rafael Ramstedt. I maj 2012 uppfördes pjäsen Rafu Ramstedt, Raunistulan trubaduuri på Konsa gård, några kvarter från hans barndomshem i Raunistula.

## Filmografi

### Skådespelare
- 1929 – Raf. Ramstedt sjunger en sjömansvisa
- 1929 – Äänifilmi
- 1929 – Rönnbergin tanssit

### Manusförfattare
- 1934 – Helsingfors främsta affärsman

### Övrigt
- 1931 – Säg det på finska

## Teater

### Roller (ej komplett)
| År   | Roll                        | Produktion                     | Regi | Teater                   |
| ---- | --------------------------- | ------------------------------ | ---- | ------------------------ |
| 1911 | Direktören                  | Nick Winters nyårsrevy         |      | Helikon                  |
| 1912 | Soldaten samt Idrottsmannen | Akta Er för kulan              |      | Helikon                  |
| 1915 | Paul de Clavignac           | Två man om en änka             |      | Casino                   |
| 1915 | Bronio von Propiel          | Puolalais-verta                |      | Casino                   |
| 1915 | Kung Magawewe               | Gri-Gri                        |      | Casino                   |
| 1915 | Dick                        | Dollarprinsessan               |      | Casino                   |
| 1915 | Fritjof Grisforth           | Jonathan raukka                |      | Casino                   |
| 1916 | Luft-Kalle                  | Den omförgyllda lergöken       |      | Åbo teater               |
| 1916 | Fattig-Jonas                | Per Olsson och hans käring     |      | Åbo teater               |
| 1916 | Luffarbaronen               | Luffarbaronen                  |      | Svenska Inhemska teatern |
| 1916 | Pettersson                  | Stabstrumpetaren               |      | Svenska Inhemska Teatern |
| 1916 | Onkel Hinke                 | Borga gård                     |      | Svenska Inhemska Teatern |
| 1916 | Nils i Söderby              | Gustav Vasa                    |      | Svenska Inhemska Teatern |
| 1916 | Fiskare Larsson             | Halta Lena och vindögda Per    |      | Svenska Inhemska Teatern |
| 1917 | Laezis                      | Violinkungen                   |      | Svenska Inhemska Teatern |
| 1917 | Luffarbaronen               | Luffarbaronen                  |      | Apolloteatern            |
| 1917 | Patron Julius               | Gösta Berlings saga            |      | Svenska Inhemska Teatern |
| 1917 | Valentino                   | Den fule Ferante               |      | Svenska Inhemska Teatern |
| 1918 | Betjänt Johnson             | Annonsera                      |      | Svenska Inhemska Teatern |
| 1918 | Kaappo                      | Österbottningar                |      | Svenska Inhemska Teatern |
| 1918 | Fänrik Max                  | Erik XIV                       |      | Svenska Inhemska Teatern |
| 1918 | Lennart Nordman             | Fädernearvet                   |      | Svenska Inhemska Teatern |
| 1920 | Algot Söderholm             | Halta Lena och vindögda Per    |      | Nådedals friluftsteater  |
| 1921 | Celestin                    | Pikku pyhimys                  |      | Forssa arbetarteater     |
| 1921 | Fritz Gerlach               | Spanska flugan                 |      | Forssa arbetarteater     |
| 1921 | Jukka                       | Luonnon lapsia                 |      | Forssa arbetarteater     |
| 1922 | Viku                        | Ontuva Leena ja Vinosilmä Viku |      | Forssa arbetarteater     |
| 1922 | Österman                    | Rymättylän häät                |      | Forssa arbetarteater     |
| 1922 | Båtsman                     | Laivan kannella                |      | Forssa arbetarteater     |
| 1922 | Olav                        | Kustaa Vaasa                   |      | Forssa arbetarteater     |
| 1923 | Apso                        | Lemmin poika                   |      | Forssa arbetarteater     |
| 1923 | Lancelot                    | La poupée                      |      | Forssa arbetarteater     |
| 1923 | Paul Koso                   | Taivas maan päällä             |      | Forssa arbetarteater     |

### Regi
| År   | Produktion    | Teater          |
| ---- | ------------- | --------------- |
| 1929 | Siemenperunia | Skyddskårshuset |

## Skivinspelningar
| Datum            | Plats       | Sånger | Ackompanjemang                                                                   |
| ---------------- | ----------- | --- | -------------------------------------------------------------------------------- |
| 1 september 1928 | Köpenhamn   | Oi sä sulo Helsinki 1 och 2 | violin, kontrabas, piano                                                         |
| 3 september 1928 | Köpenhamn   | Ankkurilaulu Faabianin kirje Kirottu sävel Laakson Manta Merimieslaulu Pianojuttu 1 och 2 | piano, violin, gitarr                                                            |
| 22 maj 1929      | Stockholm   | Jannes handklaverstrall Rönnbergska dansen | Nils Ekman (dragspel)                                                            |
| 23 maj 1929      | Stockholm   | Krööni sotatantereella Lähtövalssi (text/musik: Usko Kemppi Mitä muistaa mitä ei Niinkuin ne kive Serenadivalssi Tanssit navetassa Vanhin laulu | piano                                                                            |
| 28 maj 1929      | Stockholm   | Armas kahden Itämeri (text: Usko Kemppi) Kulkurilaulu | okänd orkester                                                                   |
| Maj 1929         | Stockholm   | Hannu ja Henn Kalle Aaltonen (text: Rafael Ramstedt/J. Alfred Tanner) Kalle aaltosen poika Kannibaalien joukossa Kesäilta Kiikalainen piirileikkilaulu Meren aallot Merimiäste läksilaul' (text: Hjalmar Nordling) Mun kehtoni on keinuellut Orpopojan valssi (text: Rafael Ramstedt/J. Alfred Tanner) Rio de Janeiron satamassa | Helge Lindbergs orkester Helsingin Polyphon Orkesteri (dirigerad av Erkki Linko) |
| 26 maj 1930      | Helsingfors | Hei hei älä hellitä hei Oikeassa kaupungissa mutta väärällä kadulla | Suomi Jazz Orkesteri                                                             |
| 27 maj 1930      | Helsingfors | Kaartin Matti Oi herrajee | piano, dragspel, flöjt, trummor                                                  |
| 28 maj 1930      | Helsingfors | Hanuripolkka (text: J. Alfred Tanner) Kirje heilalta Seinän takana Römperin tanssit (text: J. Alfred Tanner) Torpparin lystit | Suomi Jazz Orkesteri                                                             |
| 18 maj 1931      | Helsingfors | Balladi rosvo-Roopesta Hei Lotta Häävalssi Kuu peijakas Tanssin tahdissa | okänd trio                                                                       |
| 19 maj 1931      | Helsingfors | Heilani kuin kukka Kahvinkeittäjä juttu 1 och 2 Mastossa Oi Aino Sun, mun tai jonkun toisen | okänd kvintett                                                                   |